# Sobral (Lourinhã)
Sobral é uma aldeia da freguesia de Lourinhã.